# Aries-Espénan
Aries-Espénan – miejscowość i gmina we Francji, w regionie Oksytania, w departamencie Pireneje Wysokie.
Według danych na rok 1990 gminę zamieszkiwały 72 osoby, a gęstość zaludnienia wynosiła 13 osób/km² (wśród 3020 gmin regionu Midi-Pireneje Aries-Espénan plasuje się na 991. miejscu pod względem liczby ludności, natomiast pod względem powierzchni na miejscu 1447.).